# Antonin Roques
 (janvier 2022).
Si vous disposez d'ouvrages ou d'articles de référence ou si vous connaissez des sites web de qualité traitant du thème abordé ici, merci de compléter l'article en donnant les références utiles à sa vérifiabilité et en les liant à la section « Notes et références ».
Pour les articles homonymes, voir Roques.
Antonin Roques, né le 29 mars 1811 à Maurs dans le Cantal et mort le 27 septembre 1881 à Brive-la-Gaillarde, est un poète français.

## Biographie
Professeur, Antonin Roques a aussi été ministre de l'Instruction publique à Bucarest. Il a écrit en roumain.